# Ampelocalamus actinotrichus
Ampelocalamus actinotrichus là một loài thực vật có hoa trong họ Hòa thảo. Loài này được (Merr. & Chun) S.L.Chen T.H.Wen & G.Y.Sheng mô tả khoa học đầu tiên năm 1981.